# Simak Sahakian
Simak Mykyrtczi Sahakian (orm. Սիմակ Մկրտչի Սահակյան, ros. Симак Мкртычевич Саакян, ur. 25 sierpnia 1879 we wsi Agarak w guberni erywańskiej, zm. 29 kwietnia 1961 w Erywaniu) – przewodniczący Rady Najwyższej Armeńskiej SRR (1944-1961).

## Życiorys
Do 1901 studiował w seminarium w Eczmiadzynie, w latach 1901-1921 pracował jako nauczyciel w szkole "Nersisjan" w Tbilisi, od 1915 działał w SDPRR(b). W latach 1921–1923 kierował powiatowym oddziałem edukacji narodowej w Lorri (Armeńska SRR) i jednocześnie redagował gazetę "Karmir Lorri". W latach 1923–1926 kierował Lorri-Pambackim Powiatowym Oddziałem Edukacji Narodowej, następnie był wykładowcą szkoły, fakultetu robotniczego, instytutu politechnicznego i uniwersytetu państwowego w Erywaniu. W 1930 otrzymał tytuł profesora. W latach 1929–1934 był członkiem KC Komunistycznej Partii (bolszewików) Armenii, następnie w latach 1938-1951 przewodniczącym Komisji Rewizyjnej KP(b)A, a w latach 1940-1941 był redaktorem gazety "Sowetakan mankawarż". Od 17 marca 1944 do końca życia przewodniczącym Rady Najwyższej Armeńskiej SRR. Był odznaczony dwoma Orderami Lenina i dwoma Orderami Czerwonego Sztandaru Pracy. Posiadał tytuł Zasłużonego Nauczyciela Armeńskiej SRR.